# لردة (إرم)
لردة (بالفارسية: لرده) هي قرية تقع في إيران في قسم إرم الريفي. يقدر عدد سكانها بـ 27 نسمة بحسب إحصاء 2016.